# ネオス (情報・通信業)
ネオス株式会社（英: Neos Corporation）は、東京都千代田区に本社を置き、インターネットに関わるシステム開発、アプリケーション開発、クラウドなどの事業を行う日本の企業。コンピュータエンターテインメント協会正会員。
テクミラホールディングス株式会社（英: TECMIRA HOLDINGS INC.）の完全子会社。

## 概要
前身であるプライムワークス株式会社とカタリストモバイルのグループ統合によりネオス株式会社に商号変更。2020年、会社分割により旧ネオスは持株会社となり、「JNSホールディングス株式会社」に商号変更。JNSホールディングスの子会社として新たに設立された「ネオス株式会社」が従来の事業を承継した。2023年、「JNSホールディングス株式会社」から「テクミラホールディングス株式会社」に商号変更した。

## 沿革
ネオス（初代）
- 2004年4月 - プライムワークス株式会社設立。
- 2008年5月 - 東京証券取引所マザーズ上場。
- 2012年1月 - 東京証券取引所第一部へ市場変更。
- 2012年6月 - グループ統合に伴いネオス株式会社へ商号変更。
- 2017年3月 - ベトナム現地法人設立。
- 2020年9月1日 - ジェネシスホールディングス株式会社を株式交換方式で子会社化の上で、JNSホールディングス株式会社に商号変更、純粋持株会社化。当社の事業を株式会社ネオス分割準備会社に吸収分割で継承させる。ジェネシスホールディングス株式会社は、JENESIS株式会社に商号変更。
- 2023年10月1日 - JNSホールディングス株式会社がテクミラホールディングス株式会社に商号変更。
- 2023年10月20日 - 東京証券取引所スタンダード市場へ市場変更[3]。

ネオス（2代）
- 2020年2月3日 - 株式会社ネオス分割準備会社として設立。
- 2020年9月1日 - JNSホールディングス株式会社の事業を吸収分割で継承し、ネオス株式会社に商号変更。
- 2021年7月15日 - 家庭用ゲーム事業参入第1弾ソフトとして『クレヨンしんちゃん 「オラと博士の夏休み」〜おわらない七日間の旅〜』を発売。

## 国内グループ企業
- JENESIS株式会社
- スタジオプラスコ株式会社
- 合同会社HR CROSS

## 海外グループ会社
- NEOS VIETNAM INTERNATIONAL CO.,LTD
- 創世訊聯科技(深圳)有限公司
- 創紀精工(東莞)有限公司